# Бистроістоцька сільська рада
Бистроісто́цька сільська рада (рос. Быстроистокский сельский совет) — сільське поселення у складі Бистроістоцького району Алтайського краю Росії.
Адміністративний центр — село Бистрий Істок.

## Населення
Населення — 3272 особи (2019; 3852 в 2010, 4490 у 2002).